# بخش کلیر لیک، شهرستان شربورن، مینه سوتا
بخش کلیر لیک (به انگلیسی: Clear Lake Township) یک منطقهٔ مسکونی در ایالات متحده آمریکا است که در شهرستان شربرن، مینه‌سوتا واقع شده‌است.
 بخش کلیر لیک ۹۶٫۱ کیلومتر مربع مساحت و ۱٬۶۳۰ نفر جمعیت دارد و ۲۹۵ متر بالاتر از سطح دریا واقع شده‌است.